# Championnats d'Asie de cyclisme 1999
Navigation
Championnats d'Asie 1997 Championnats d'Asie 2000
Les Championnats d'Asie de cyclisme 1999 se sont déroulés du 6 au 13 juin 1999 au Green Dome de Maebashi et à Tsumagoi au Japon.

## Résultats des championnats sur route

### Épreuves masculines
| Épreuves         | Or                          | Argent                      | Bronze             |
| ---------------- | --------------------------- | --------------------------- | ------------------ |
| Course en ligne  | Sergueï Yakovlev Kazakhstan | Hidenori Nodera Japon       |                    |
| Contre-la-montre | Andrey Mizourov Kazakhstan  | Sergueï Yakovlev Kazakhstan | Osamu Sumida Japon |

### Épreuves féminines
| Épreuves         | Or                 | Argent                     | Bronze               |
| ---------------- | ------------------ | -------------------------- | -------------------- |
| Course en ligne  | Miho Oki Japon     | Yang Limei Chine           | Akemi Morimoto Japon |
| Contre-la-montre | Zhao Haijuan Chine | Shim Jung-hwa Corée du Sud | Miyoko Karami Japon  |

## Résultats des championnats sur piste

### Épreuves masculines
| Épreuves              | Or                                                                    | Argent                                                            | Bronze                                                              |
| --------------------- | --------------------------------------------------------------------- | ----------------------------------------------------------------- | ------------------------------------------------------------------- |
| Vitesse               | Hideki Yamada Japon                                                   | Noriaki Mabuchi Japon                                             | Hyun Byung-chul Corée du Sud                                        |
| Kilomètre             | Narihiro Inamura Japon                                                | Ji Sung-hwan Corée du Sud                                         | Hong Suk-hwan Corée du Sud                                          |
| Keirin                | Shinichi Ota Japon                                                    | Yuichiro Kamiyama Japon                                           | Eum In-young Corée du Sud                                           |
| Poursuite             | Vadim Kravchenko Kazakhstan                                           | Wong Kam Po Hong Kong                                             | Noriyuki Iijima Japon                                               |
| Course aux points     |                                                                       |                                                                   |                                                                     |
| Américaine            | Iran Alireza Haghi Moezeddin Seyed Rezaei                             | Japon                                                             | Hong Kong Wong Kam Po Ho Siu Lun                                    |
| Vitesse par équipes   | Japon Narihiro Inamura Toshiaki Fushimi Takanobu Jumonji              | Corée du Sud Hyun Byung-chul Hong Suk-hwan Ji Sung-hwan           | Taipei chinois Cheng Keng-hsien Wu Hsien-tang Tseng Chi-ming        |
| Poursuite par équipes | Japon Noriyuki Iijima Toshibumi Kodama Isao Matsuzaki Shinya Sakamoto | Corée du Sud Cho Hyun-ok Kwan Ki-bak Hong Suk-hwan Noh Young-shik | Iran Alireza Haghi Mousa Arbati Reza Raz Hassan Maleki Amir Zargari |

### Épreuves féminines
| Épreuves          | Or                 | Argent                       | Bronze                   |
| ----------------- | ------------------ | ---------------------------- | ------------------------ |
| Vitesse           | Wang Yan Chine     | Jiang Cuihua Chine           | Kazuyo Murashita Japon   |
| 500 mètres        |                    |                              |                          |
| Poursuite         | Zhao Haijuan Chine | Kim Yong-mi Corée du Sud     | Kaori Iida Japon         |
| Course aux points | Kaori Iida Japon   | Fang Fen-fang Taipei chinois | Kim Yong-mi Corée du Sud |

## Référence
- (en) Cet article est partiellement ou en totalité issu de l’article de Wikipédia en anglais intitulé « 1999 Asian Cycling Championships » (voir la liste des auteurs).

1. 1 2 3 4  (en) « 19th Asian Cycling Championships, Tsumagoi, Japan », sur cyclingnews.com (consulté le 31 août 2018)
2. 1 2 3  (ja) « シドニーオリンピックの出場枠獲得（1kmＴ.Ｔ、スプリント、ケイリン） », sur keirin.jp (consulté le 31 août 2018)
3. 1 2  (ja) « 第19回アジア自転車競技選手権大会オリンピックスプリント、団体追抜競走日本チーム優勝について », sur keirin.jp (consulté le 31 août 2018)